# Arab, Missouri
Arab é uma comunidade sem personalidade jurídica no sul do Condado de Bollinger, Missouri, Estados Unidos. Ele está localizado a aproximadamente 6 km ao sul de Zalma e 19 km ao norte de Puxico, na interseção da Rodovia 51 com a Rodovia C e Rodovia P, vinte milhas a noroeste de Dexter. A comunidade foi fundada em 1908 e recebe o nome da cidade de Arab, Alabama. Como essa cidade, o nome da comunidade se pronuncia "AY-rab".
Arab faz parte do Cape Girardeau – Jackson, MO- IL Metropolitan Statistical Area .
A comunidade foi provavelmente fundada inicialmente para fins de entrega postal com a correspondência recolhida duas vezes por semana em Zalma e entregue aos árabes a cavalo. Arab está localizada ao longo da Rota 51 na interseção da Rodovia Estadual C, que segue para o leste até Advance e a Rodovia Estadual P, que segue para oeste em direção a Lowndes e Greenville, perto do Condado de Stoddard e do Condado de Wayne. Arab estava originalmente localizado no Condado de Wayne ; em 1943, o correio e a comunidade foram transferidos para seis quilômetros de distância, para o extremo sul do condado de Bollinger.
Em 2000, a população árabe era de 7. A Arab é a casa da Arab Station, loja de conveniência que além de vender pequenas seleções de mantimentos e cigarros e bebidas alcoólicas, também é uma delicatessen que serve pizza e uma loja de iscas.